# Hussain Riyaz
Hussain Riyaz (ur. 4 grudnia 1974) – malediwski lekkoatleta, olimpijczyk.
Reprezentował Malediwy w biegu na 800 metrów na Letnich Igrzyskach Olimpijskich 1992, które odbyły się w Barcelonie, gdzie odpadł na etapie eliminacji. Kolejny raz reprezentował kraj podczas Letnich Igrzysk Olimpijskich 1996 w Atlancie, gdzie uczestniczył w biegu na 1500 metrów oraz sztafecie 4 × 400 metrów. We wszystkich konkurencjach odpadł w fazie eliminacji.